# Río Neosho

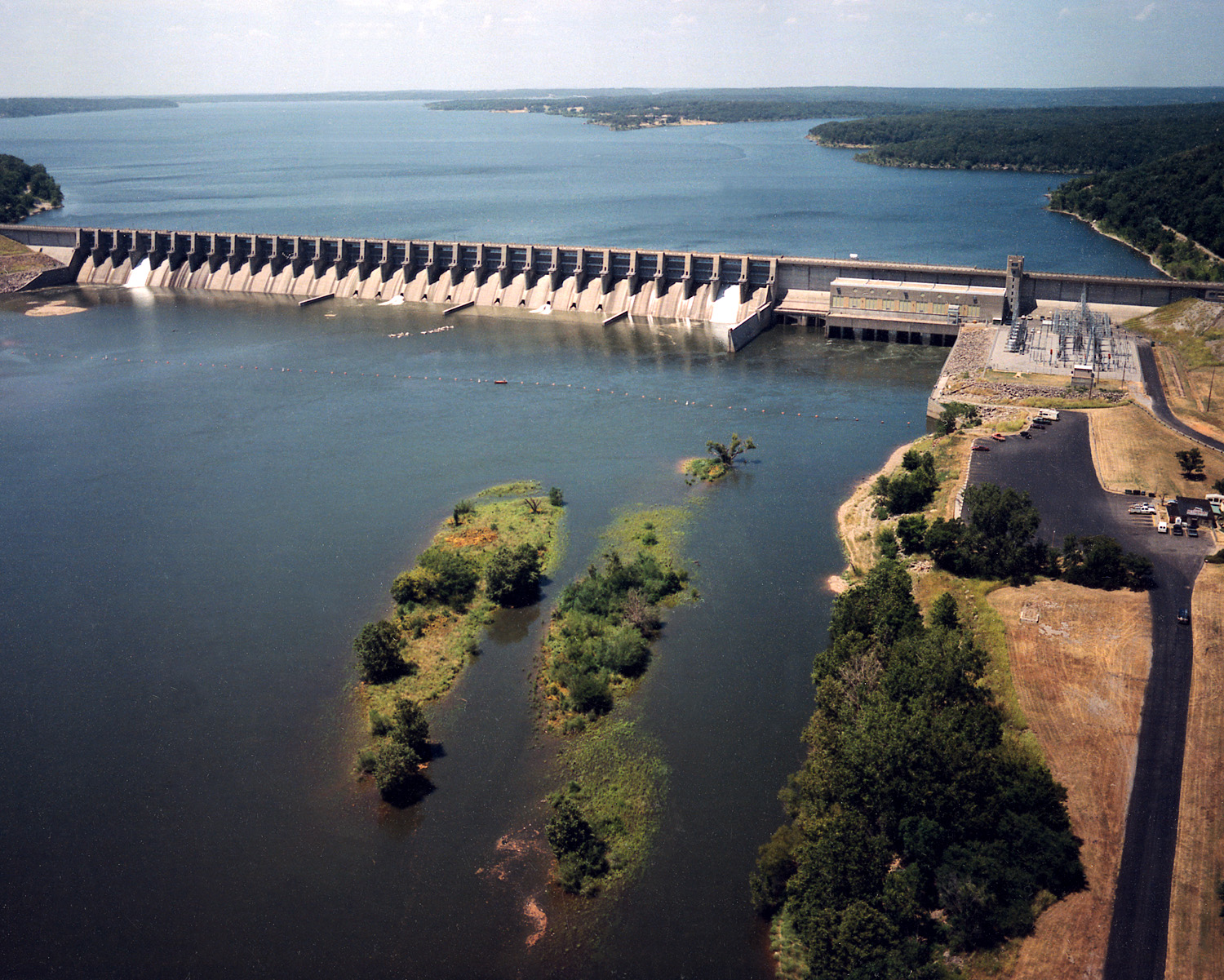
Presa Fort Gibson.

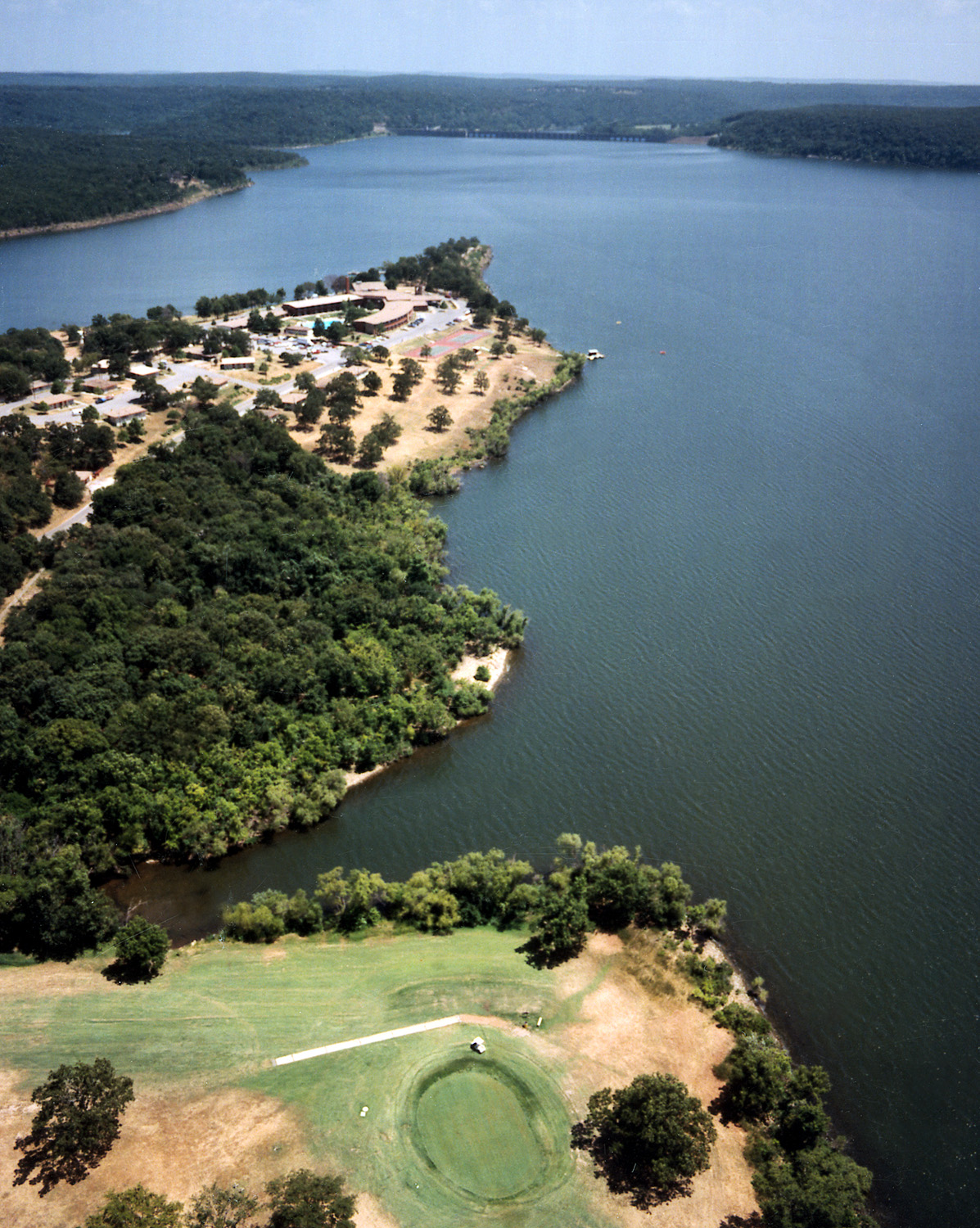
Embalse (o lago) de Fort Gibson.

El río Neosho (del inglés: Neosho River) es un largo río de la parte central de los Estados Unidos, uno de los principales afluentes del río Arkansas, a su vez afluente del río Misisipi. Tiene una longitud de 740 km (que le permite ser uno de los 50 ríos más largos de Estados Unidos) y drena una cuenca de 32 780 km² (mayor que Bélgica).
Administrativamente, el río discurre por los estados de Kansas —condados de Morris, Lyon, Coffey, Woodson, Allen, Neosho y Labette—y de Oklahoma —condados de Ottawa, Delaware, Mayes, Wagoner y Cherokee—.

## Etimología
Neosho es una palabra de la tribu india de los osage que significa «agua clara y abundante».
Según el Sistema de Información de Nombres Geográficos, el río Neosho también se ha conocido como: Gran Río o Le Grande Riviere, río Osage, río Blanco y río Six Bulls; y también como río Nee Ozho, Neozhoo, Ni-u-sho, Niocho, Nion-chou o Noshow.

## Historia
La región del río Neosho estaba habitada a principios del siglo XVIII por los indios osage. En 1808, los osage entregaron la mayor parte de su territorio original en el valle del río Osage a cambio de 500 dólares al gobierno de los EE. UU., y emigraron al valle del río Neosho en 1822. Hacia 1870 firmaron un nuevo tratado con los EE. UU. y emigraron hacia Oklahoma, a la Reserva Osage, donde aún permanecen.
El cruce del río Neosho en Council Grove era uno de los puntos de partida del camino de Santa Fe, una de las principales rutas de migración al Oeste.

## Geografía
El río Neosho nace en el condado de Morris, en la parte central del estado de Kansas. El río discurre en dirección sureste, atravesando la parte suroriental del estado. En el condado de Ottawa, ya en Oklahoma, el río se vuelve hacia el sursudoeste, un rumbo que mantendrá el resto de su curso, cruzando la parte nororiental de Oklahoma. 
En Oklahoma, el río Neosho termina en su confluencia con el río Spring en el Parque estatal de los Puentes Gemelos (Twin Bridges State Park). A partir de ese momento, se le conoce como el Gran Río (Grand River) desde principios del siglo  XVIII. El Gran río corre hacia el sur hasta el Gran Lago (Grand Lake)  (un embalse artificial construido en 1940, con una superficie de agua de 188 km²). Luego pasa por los embalses Hudson y Fort Gibon. Desagua en el río Arkansas, por su margen izquierda, cerca de la ciudad de Muskogee (38 310 hab. en 2000), a una milla río abajo de la confluencia del río Arkansas y el río Verdigris (451 km).

### Presas
El río Neosho se ha represado en varios puntos a lo largo de su curso, en la mayoría de los casos mediante presas construidas por el Cuerpo de Ingenieros del Ejército de los EE. UU.:
- en Kansas, el embalse aguas arriba de Council Grove y la presa, cerca de New Strawn (425 hab.) que da lugar al embalse John Redmond;
- en Oklahoma, una presa en Langley que da lugar al mayor embalse del río Neosho, el Gran Lago o' the Cherokees (188 km²). Una presa cerca de Locust Grove (1366 hab.) forma el embalse del lago Hudson (también conocido como embalse Markham Ferry), y una presa aguas arriba de Fort Gibson formas el embalse de Fort Gibson.

### Afluentes
En Kansas, el río Neosho recibe al río Cottonwood en el condado de Lyon. En Oklahoma, recibe al río Spring (de 208 km), en el condado de Ottawa, y al río Elk (de 56,6 km), en el condado de Delaware. 

### Ciudades y pueblos a lo largo del río Neosho
- En Kansas: Americus (938 hab.), Burlington (2790 hab.), Chetopa (1281 hab.), Chanute (9411 hab.), Council Grove (2321 hab.), Emporia (26 760 hab.), Erie (1211 hab.), Hartford (500 hab.), Humboldt (1999 hab.), Iola (6302 hab.), Le Roy (593 hab.), Neosho Falls (179 hab.), Neosho Rapids (274 hab.), Oswego (2046 hab.) y Parkerville (73 hab.).

- En Oklahoma: Disney (226 hab.), Fort Gibson (4054 hab.),  Grand Lake Towne (65 hab.), Langley (669 hab.),  Miami (13 704 hab.), Pensacola (71 hab., Pin Roble Acres (427 hab.) y Salina (1422 hab.).